# ヅラ刑事
『ヅラ刑事』（ヅラでか）は、2006年9月16日に公開の日本映画で、モト冬樹の初主演作。ヅラ割引として、劇場窓口でヅラを全部取り外したら無料となるキャンペーンを行った。
2007年10月14日には、フジテレビで続編テレビドラマ『ヅラ刑事 頭上最大の決戦』が放送された（関東ローカル）。

## キャスト
- ヅラ刑事・源田初男：モト冬樹
- デカチン刑事・中東和平：イジリー岡田
- デブ刑事・宇川厳太：ウガンダ・トラ
- チビ刑事・鍋屋寛一：なべやかん
- オヤジ刑事・大矢治五郎：浜田道彦
- イケメン刑事・池田麺次郎：桐島優介
- トンコ・太田淑子：橋本まい
- 刑事部長・面堂啓介：中野英雄
- 仁多博士：ドクター中松
- 公安査察官・八田刑事：斎藤工
- 蛇沼徹也：堀内正美
- 島崎涼子/中里耀子：江口ヒロミ
- 校長：きくち英一
- 高嶋ひとみ
- 久米田彩
- 麗派サトー
- ホステス：飯島愛（友情出演）
- ある女：さとう珠緒（特別出演）
- おかあさん：萩原佐代子

## スタッフ
- 原作・脚本・監督：河崎実
- 脚本：中野貴雄
- 編集：矢船陽介
- 企画：叶井俊太郎
- 音楽：石井雅子
- 主題歌「悲しみはヅラで飛ばせ」歌：モト冬樹
- 配給：トルネード・フィルム
- 製作：クロックワークス、ウェッジホールディングス、スカパー・ウェルシンク、ツイン、バップ、ローソンチケット、フロンティアワークス、OLM、リバートップ、トルネード・フィルム
- 上映時間：80分